# Pidlîpkî, Radîvîliv
Pidlîpkî (în ucraineană Підлипки) este un sat în comuna Pidzamce din raionul Radîvîliv, regiunea Rivne, Ucraina.

## Demografie
Componența lingvistică a localității Pidlîpkî
     Ucraineană (100%)
Conform recensământului din 2001, toată populația localității Pidlîpkî era vorbitoare de ucraineană (100%).